# 达坂城之战
达坂城之战是1934年在中國新疆省迪化市以南的達坂城发生的一场战斗。
因马仲英领导的回族部队中央陆军新编第三十六师在哈密暴動後反对新疆軍閥盛世才領导的省政府，盛世才政府引苏联红军入疆与马仲英对抗，同時歸化軍、土尔扈特蒙古骑兵和支持盛世才的新疆省军持續追击新36师。新36師在撤退途中遭遇苏联红军装甲车队列，與其激烈交火，回族士兵又与苏军进行肉搏战，最終導致蘇軍装甲车掉落山谷。後因歸化軍前往增援，馬仲英下令軍隊在擊傷蘇聯車隊後撤退。